# Megabatész
Megabatész perzsa hadvezér volt az i. e. 6. és 5. század fordulóján. Hérodotosz írásai szerint legjelentősebb szerepe az i. e. 499-es sikertelen naxoszi hadjáratban volt. I. Dareiosz perzsa király küldte őt és Arisztagoraszt 200 hajóval az égei-tengeri szigethez, hogy az egyre hatalmasabb Perzsa Birodalomhoz csatolják.
Egyes vélekedések szerint maga Megabatész figyelmeztette a naxosziakat a közelgő perzsa ostrom veszélyére, akiknek így sikerült elegendő élelmet felhalmozniuk és annyira megerősíteniük a falaikat, hogy a négy hónapos ostromot sikerrel visszaverték. Megabatész állítólag azért tette ezt, hogy a perzsa udvar előtt megszégyenítse Arisztagoraszt, akivel korábbi hajózásaik alkalmával vitába keveredett.

## Fordítás
- Ez a szócikk részben vagy egészben  a   Megabates című angol Wikipédia-szócikk fordításán alapul.  Az eredeti cikk szerkesztőit annak laptörténete sorolja fel. Ez a jelzés csupán a megfogalmazás eredetét és a szerzői jogokat jelzi, nem szolgál a cikkben szereplő információk forrásmegjelöléseként.